# Vysotsk (Rivne)
Vysotsk (ucraniano: Висо́цьк; polaco: Wysock) es un municipio rural y pueblo de Ucrania, perteneciente al raión de Sarny en la óblast de Rivne.
En 2018, el municipio tenía una población de 4504 habitantes, de los cuales unos dos mil vivían en la capital municipal homónima y el resto repartidos en nueve pedanías. El municipio se fundó en 2016 mediante la fusión de los hasta entonces consejos rurales de Vysotsk y Liudýn. Además de estos dos pueblos, el municipio incluye otros ocho: Bródets, Verbivka, Horodyshche, Zoloté, Patryzanske, Rudnia, Tumen y Jylin.
Se conoce la existencia del pueblo en documentos desde 1005, cuando el área pertenecía a la Rus de Kiev. Funcionó como una fortificación natural por su paisaje de llanura aluvial, aunque finalmente cayó en manos de los tártaros tras la invasión mongola del siglo XIII. En el siglo XV se incorporó al Gran Ducado de Lituania como un miestelis. En el Imperio ruso fue sede de una vólost en el uyezd de Rivne de la gobernación de Volinia. En 1991, el pueblo fue incluido en la zona de reasentamiento voluntario garantizado, tras haber sido afectado por la radiación del accidente de Chernóbil. Hasta 2020 perteneció al raión de Dubróvytsia.
El pueblo se ubica a orillas del río Horýn, unos 20 km al norte de Dubróvytsia sobre la carretera P05 que lleva a Stolin.